# موزه لنین (تامپره)
موزه لنین (به انگلیسی: Lenin Museum) در تامپره فنلاند (Tampere,Finland) تنها موزه باقی مانده از لنین در خارج از روسیه است، با این حال این موزه نیز پس از فروپاشی اتحاد جماهیر شوروی نسبت به لنین شکلی آزادانه‌تر به خود گرفت.

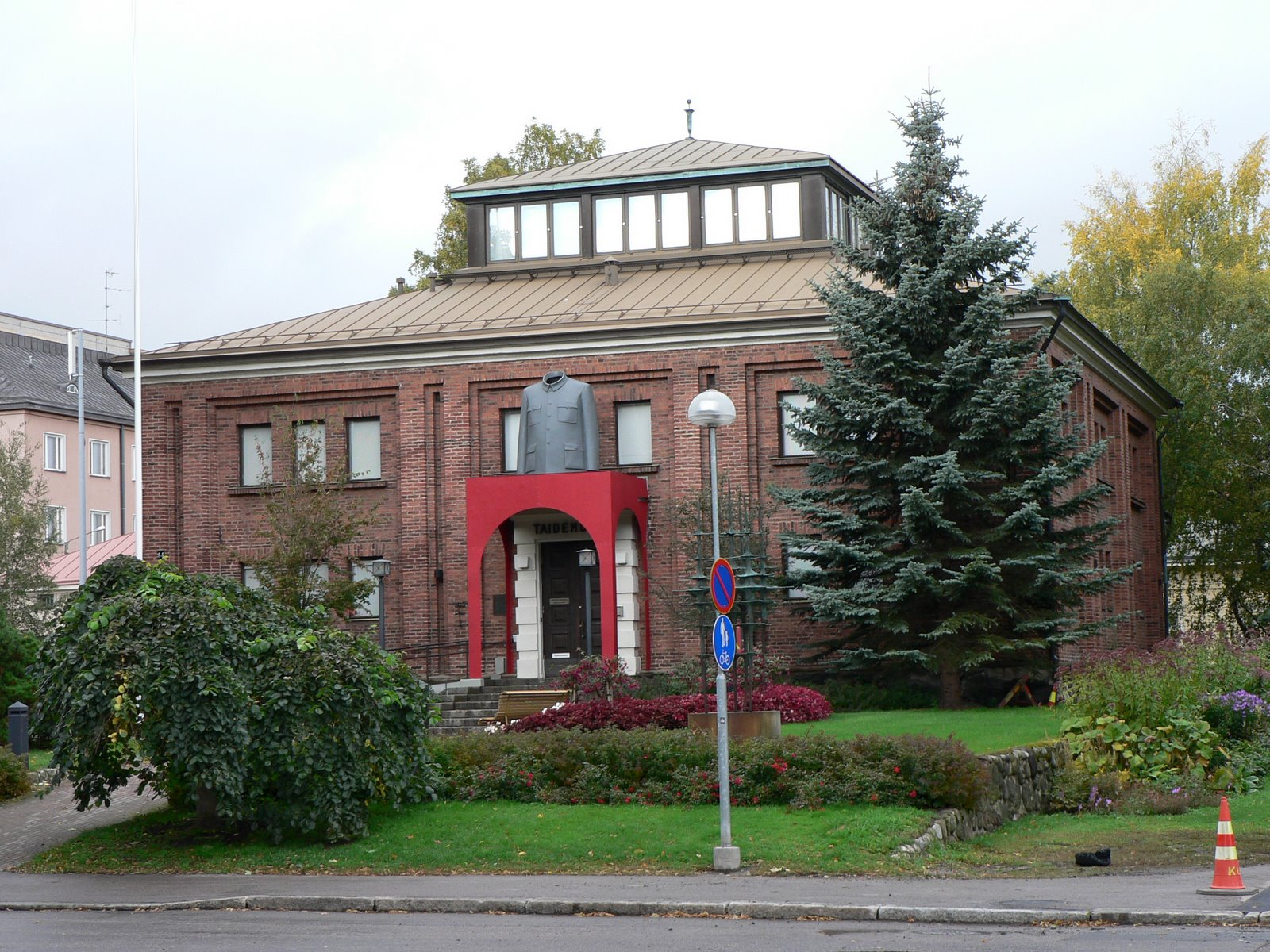
نمای موزه

## پیشینه
پس از پایان جنگ جهانی دوم و قرار داد صلح بین شوروی و فنلاند و پایان اختلافات، بین این دو کشور انجمنی تشکیل شد که در قسمت تامپره انجمن، ایده ساخت موزه بیان گردید. پس از حمایت کمیسیون کنترل متفقین این ایده دقیق‌تر شد. این موزه در همان مکان گردهمایی کارگران تامپره تاسیس گردید. در گذشته لنین و استالین طی یک جلسه مخفی بین بلشویک‌ها در این مکان با یکدیگر ملاقات کرده بودند. در این موزه کنار مجسمه‌ها و اشیای مربوط به لنین مطالب و نوشته‌های لنین که خودش آن‌ها را قبل‌از افتتاح به موزه تقدیم کرده‌است نیز وجود دارد. موزه لنین در سال ۱۹۴۶ و یک روز قبل از سالگرد لنین افتتاح شد.